# Speyside Way

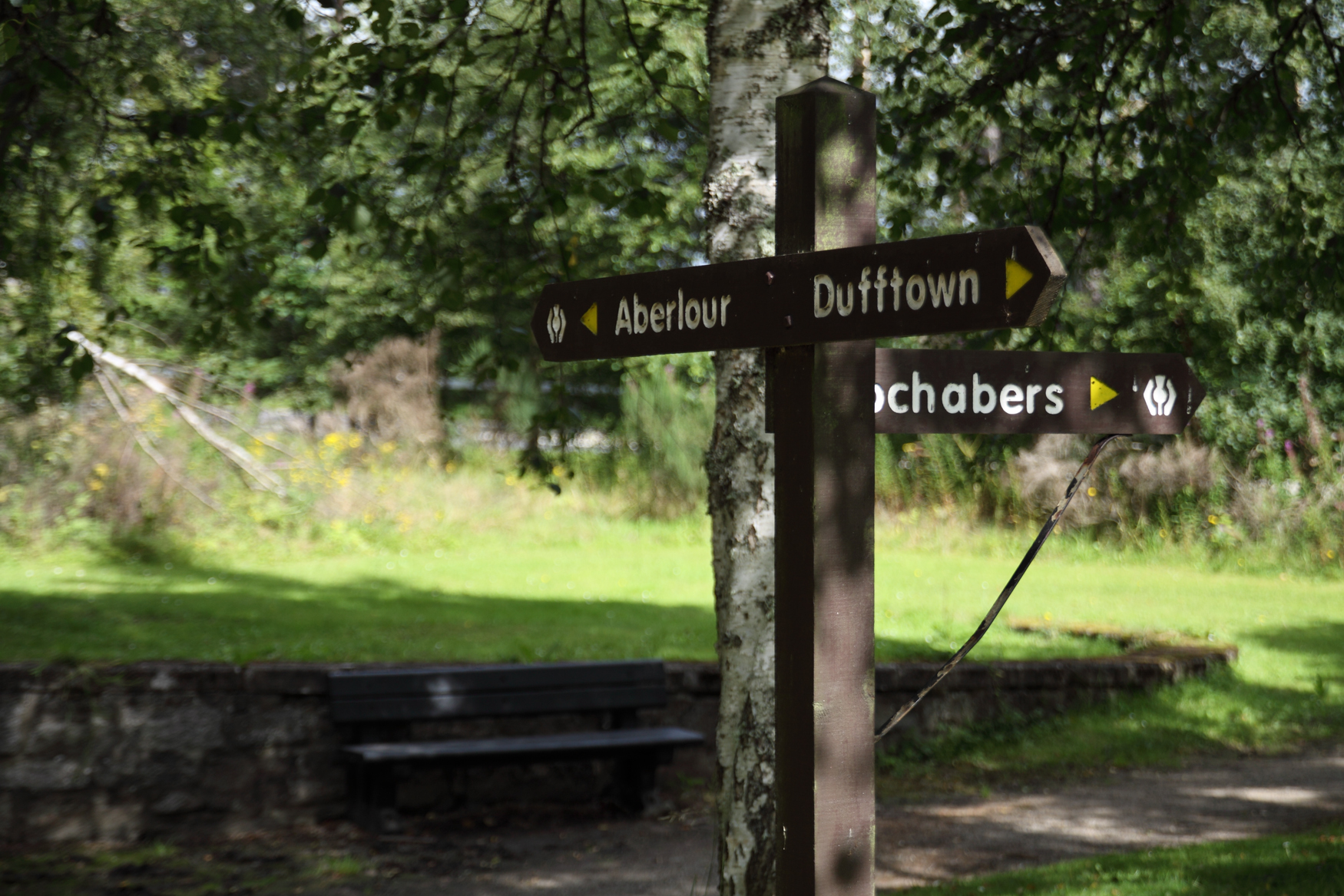

De Speyside Way is een langeafstandswandelpad (Great Trail) in Schotland. Het pad uit 1981 is 137 kilometer lang en loopt van Buckie tot Newtonmore. De route begint bij de kust en volgt de vallei van de zalmrivier de Spey naar het zuidwesten tot aan Aviemore in de Cairngorms National Park.
De Speyside Way verbindt de Dava Way in Grantown en de Moray Coast Trail in Garmouth om samen de Moray Way te vormen.